# 怪獸與鄧不利多的秘密
是一部2022年英美合拍奇幻電影，由大衛·葉慈執導，J·K·羅琳和史提夫·克羅夫斯共同撰寫劇本。該片改編自羅琳於2001年的小說《怪獸與牠們的產地》，為2018年電影《怪獸與葛林戴華德的罪行》的續集以及《怪獸系列電影》的第三部電影，同時亦是整個「魔法世界」的第十一部電影。主演群包括艾迪·瑞德曼、凱薩琳·華特斯頓、丹·富樂、艾莉森·蘇朵、伊薩·米勒、卡倫·透納、威廉·奈迪蘭、帕琵·柯比-圖奇、潔西卡·威廉斯、裘德·洛和邁茲·米克森。
《怪獸與鄧不利多的秘密》於2022年4月8日在英國上映，2022年4月15日在美國上映。

## 電影情節
1932年，紐特·斯卡曼德於中國桂林協助一頭麒麟生下寶寶—麒麟是一種能夠看透人類靈魂與未來的魔法生物。在魁登斯·巴波的率領下，蓋瑞·葛林戴華德的追隨者殺害母麒麟，並綁架了小麒麟。葛林戴華德隨後殺害小麒麟以利用其預知能力。然而，他們不知道的是，母麒麟生下的是一對雙胞胎，而紐特救了較大的那隻。
由於阿不思跟葛林戴華德之間有著血盟影響，二人無法敵對，阿不思·鄧不利多招募了紐特與其兄長西瑟·斯卡曼德、伊法魔尼的魔咒學教授—拉莉·希克斯、法國塞內加爾裔巫師尤瑟夫·卡瑪和美國麻瓜雅各·科沃斯基以阻止葛林戴華德統治世界的陰謀。尤瑟夫·卡瑪以間諜的身份潛入葛林戴華德的權力核心，而其他人則被派往德國柏林。他們在那裡目睹了葛林戴華德被國際巫師聯合會（ICW）撤銷所有刑事指控並且被無罪釋放，以及在隨後競選成為最高領袖（Supreme Mugwump）。
葛林戴華德的追隨者破壞及消滅德國魔法部、逮捕了西瑟，並計劃暗殺葛林戴華德的競選對手—巴西籍的候選人維森西婭·桑托斯。鄧不利多安排了新任務給紐特和拉利：營救西瑟並阻止暗殺計劃。當紐特從德國的秘密魔法監獄營救西瑟時，拉莉及雅各阻止了暗殺企劃；然而，當拉莉和雅各差點逃脫時，雅各遭到誣陷指他密謀殺害葛林戴華德而被捕，此舉讓葛林戴華德挑起了巫師世界對抗麻瓜世界不和的動機。與此同時，葛林戴華德派遣魁登斯刺殺鄧不利多。鄧不利多迅速擊敗了魁登斯，並於後來發現他就是自己的弟弟—阿波佛·鄧不利多的私生子—阿留思·鄧不利多。
巫師世界的領袖們雲集於不丹，新任最高領袖將按照古老的傳統選舉中，麒麟會向心靈純潔之人鞠躬以選出牠認為最值得的人。葛林戴華德以招魂術使之前被他殺害的麒麟復活過來，並於大典上的麒麟步行儀式（Walk of the Qilin）中向他鞠躬，從而進行了選舉操控。葛林戴華德一上任就立即向所有麻瓜宣戰，並以酷刑咒來對待「想要」殺害他的雅各。然而，魁登斯跟奎妮·戈德斯坦和紐特及時營救了雅各並揭露了葛林戴華德。倖存活著的麒麟寶寶由邦媞以行李箱帶到了會場，牠在眾人面前向鄧不利多鞠躬，後來又向桑托斯鞠躬。暴怒的葛林戴華德怒火中燒，他試圖殺害受到阿不思及阿波佛保護的魁登斯，後來阿波佛救走魁登斯。隨後兩個咒語接觸，旋即解除了阻止鄧不利多與葛林戴華德互相攻擊的血契，二人之間展開了一場戰鬥，戰鬥陷入了僵局，葛林戴華德最終撤退了。
事後，垂死的魁登斯被阿波佛接受並帶返家中。雅各和奎妮在雅各的麵包店结婚，一行人和蒂娜·金坦陸續前来道賀。鄧不利多從遠處注視著，默默致謝了紐特，之后便獨自消失在茫茫夜色中。

## 演員
| 演員                                          | 角色                                                                | 詮釋 |
| --------------------------------------------- | ------------------------------------------------------------------- | --- |
| 艾迪·瑞德曼 Eddie Redmayne                    | 紐特·斯卡曼德 Newt Scamander                                        | 英國魔法部怪獸分部奇獸管理控制部的僱員，而且是一個魔法動物學家。                                                   |
| 裘德·洛 Jude Law                              | 阿不思·鄧不利多 Albus Dumbledore                                    | 極具影響力和強大的英國巫師，霍格華茲魔法與巫術學校現任黑魔法防禦術教授，與葛林戴華德有著一段漫長而神秘的關係。     |
| 伊薩·米勒 Ezra Miller                         | 魁登斯·巴波／阿留思·鄧不利多 Credence Barebone／Aurelius Dumbledore | 瑪莉·盧·巴波的養子，長期遭受養母暴力虐待。在紐約戰役後化成一小縷闇黑怨靈逃脫。現在的魁登斯可完全控制他的闇黑怨靈。 |
| 丹·富樂 Dan Fogler                            | 雅各·科沃斯基 Jacob Kowalski                                        | 莫魔，曾經參加過第一次世界大戰的退伍軍人，現為烘焙店店主。紐特的朋友，在記憶被抹去之前愛上奎妮。                   |
| 艾莉森·蘇朵 Alison Sudol                      | 奎妮·金坦 Queenie Goldstein                                         | 蒂娜漂亮又活潑的妹妹。在蒂娜被降職後，奎妮在魔杖許可局上工作。奎妮是一個天生的破心者並愛上了雅各。                 |
| 卡倫·透納 Callum Turner                       | 西瑟·斯卡曼德 Theseus Scamander                                     | 紐特的兄長，不僅是人人讚頌的戰爭英雄，更是魔法部首席正氣師。                                                       |
| 潔西卡·威廉斯 Jessica Williams                | 尤拉莉·「拉莉」·希克斯教授 Professor Eulalie "Lally" Hicks          | 伊法魔尼魔法與巫術學校的教授。                                                                                     |
| 凱薩琳·華特斯頓 Katherine Waterston           | 蒂娜·金坦 Tina Goldstein                                            | MACUSA的首席正氣師。                                                                                               |
| 邁茲·米克森 Mads Mikkelsen                    | 蓋勒·葛林戴華德 Gellert Grindelwald                                 | 惡名昭彰的強大黑巫師，在全球造成大規模暴力、恐怖和混亂事件。在紐約被MACUSA逮捕後成功逃脫。                         |
| 威廉·奈迪蘭 William Nadylam                   | 尤瑟夫·卡瑪 Yusuf Kama                                              | 一位塞內加爾裔法國巫師，花了很多年時間尋找魁登斯。莉塔·雷斯壯同母異父的哥哥。                                      |
| 維多利亞·葉慈 Victoria Yeates                 | 邦媞·波岱可 Bunty Broadacre                                         | 紐特的助手。 |
| 帕琵·柯比-圖奇 Poppy Corby-Tuech              | 維達·羅西爾 Vinda Rosier                                            | 葛林戴華德忠誠的追隨者。                                                                                           |
| 理查·柯伊爾 Richard Coyle                     | 阿波佛·鄧不利多 Aberforth Dumbledore                                | 阿不思·鄧不利多的弟弟。                                                                                            |
| 奧立佛·麥蘇希 Oliver Masucci                  | 安东·沃格尔 Anton Vogel                                             | 德國魔法部部長兼國際巫師聯合會前會長。                                                                             |
| 瑪麗亞·費爾南達·坎迪多 Maria Fernanda Cândido | 维森西娅·桑托斯 Vicência Santos                                     | 國際巫師聯合會會長候選人兼巴西魔法部部长。                                                                         |

## 製作

### 發展
2014年10月，華納兄弟宣布電影「至少」會是三部曲，而第三集將會於2020年11月20日上映。
2016年7月，大衛·葉慈確認J·K·羅琳已有第三輯電影劇本的構思。同年10月，據報導《怪獸系列電影》將會涉及五部電影，羅琳、史提夫·克羅夫斯和萊諾·威格拉姆將擔任製片人，而艾迪·烈明尼將回歸於系列中所有電影裡飾演主角紐特·斯卡曼德。2016年11月，葉慈透露他將為該系列的全部電影執導，並指：「我喜愛拍電影，而且我有一支很棒的團隊，他們全都像家人一樣」。
2018年10月，尊尼·特普暗示他可能會回歸劇組並於第三部電影中再次飾演蓋勒·葛林戴華德，電影將於2019年年中開始拍攝。
2019年2月7日，據透露，這部電影的背景設定於1930年代，故事講述巫師世界捲入了第二次世界大戰，除了先前包括美國和英國設立魔法政府的地點外，還探索了不丹、德國和中國的魔法社區。同年11月，華納兄弟發布了一份新聞稿，宣布電影劇本由羅琳和克羅夫斯共同撰寫，而第三部電影設定於巴西，電影的主要拍攝地點為巴西里約熱內盧，並將於2020年春季開始製作，而此前曾擔任《哈利波特》電影編劇的史提夫·克羅夫斯將以聯合編劇的身分加入該項目。

### 選角

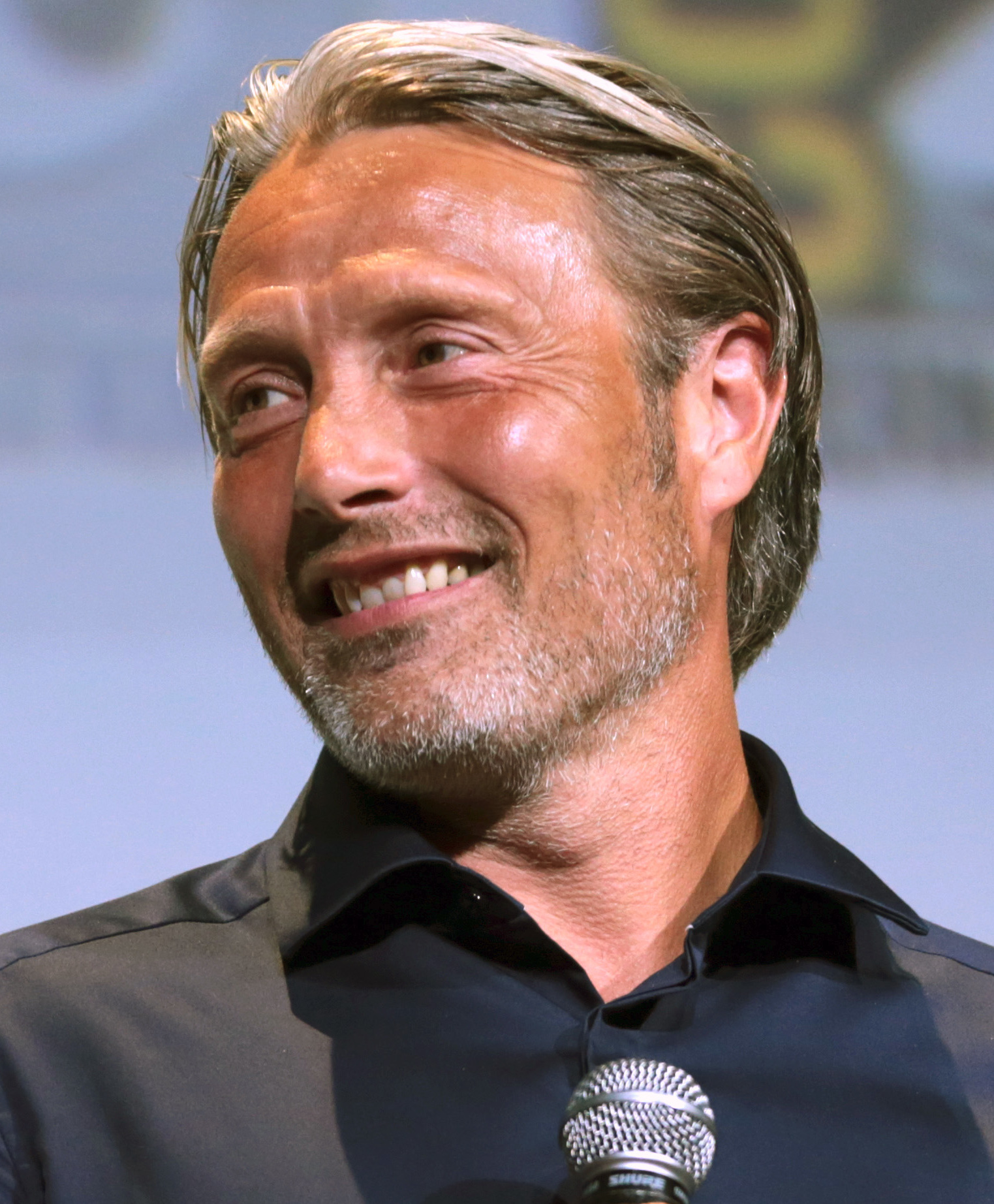
麥斯·米基辛獲選為取代尊尼·特普飾演葛林戴華德一角。

2020年3月，祖迪·羅、尊尼·特普、艾茲拉·米勒、艾莉森·蘇朵、丹·方格、哥倫·杜納、嘉芙蓮·禾達史東、金秀賢以及潔西卡·威廉斯據透露將與艾迪·烈明尼回歸製作團隊重演其角色。在首兩輯飾演阿伯內西（Abernathy）一角的凱文·格思里準備回歸崗位，然而由於他在性侵案中的審判和最終被定罪，故他於製作開始前就被解僱了。
2020年8月底，特普團隊向法院提出了動議，要求法院延後審理特普與前妻安柏·赫德之間的訴訟，該動議內容顯示特普將於2020年10月至2021年2月期間拍攝《怪獸3》。2020年9月11日，據報導特普如願以償，成功延遲了審判日期，並透露拍攝將於2020年9月17日開始進行，預計拍攝持續至2021年2月底。
2020年11月6日，由於誹謗案《特普 訴 新聞集團報業有限公司》而引起的負面宣傳，導致華納兄弟要求尊尼·特普辭演，特普宣布將不再飾演葛林戴華德的角色
。電影於2020年9月開拍後，特普在倫敦只拍了一場戲，根據他的合同規定，無論電影是否完成，他都會得到報酬。據報導，特普的薪酬介乎$1,000—1,600萬美元之間。該片延期至2022年7月15日在美國上映，而葛林戴華德將重新選角。
2020年11月10日，據報導麥斯·米基辛為接替特普飾演葛林戴華德一角並進入早期洽談中，而米克森是葉慈的人選。同月25日，華納兄弟宣布麥斯·米基辛將接替特普擔任飾演葛林戴華德一角  。米基辛選擇不仿效特普的演譯，他在一次訪談中表示這將是「創造性自殺」，但承認仍然需要「在之前所發生的事物之間築起某種橋樑」。

### 拍攝
主體拍攝最初定於2019年7月開始進行，然而在2019年1月，由於《怪獸與葛林戴華德的罪行》的票房沒預期的多，華納兄弟宣佈為了有更多的時間完善劇本以及計劃好未來的電影，製作被推遲至2019年末。2019年10月，丹·富樂聲稱第三部電影的主體拍攝將於2020年2月開始。
主體拍攝原定於2020年3月16日開始，但礙於2019冠狀病毒病疫情影響，華納兄弟推遲了電影的製作。2020年8月20日，電影獲確認將於9月在英國開始拍攝。拍攝於9月20日正式開始，並採取了安全預防措施，以確保演員和工作人員免受COVID-19的傷害。同日，烈明尼證實電影經已開始拍攝。2021年2月3日，在一名工作人員的COVID-19檢測呈陽性後，在英國華納兄弟利維斯登工作室的拍攝工作被暫停。雖然這部電影以柏林和不丹為背景，但並非在真實地點拍攝。它們在利夫斯登華納兄弟工作室的廣闊外景和攝影棚中被重新構想和重建。
作曲占士·紐頓·侯活在該月稍後時候證實，製作經已結束拍攝。

### 市場行銷
2021年9月22日，華納兄弟為慶祝巫師世界成立20周年的活動而發布了一段噝噝作響的捲軸宣傳片，顯示了該系列之前的電影與事件的剪輯，而這部電影的營銷活動正式展開，它最後以《怪獸與鄧不利多的秘密》的快速預告作結，並於同日宣布電影將正式命名為《怪獸與鄧不利多的秘密（Fantastic Beasts: The Secrets of Dumbledore）》，會上宣布將於隨後的星期一發布完整的預告片。
同年12月13日，電影的官方預告片正式發布，並於隨後的星期發行預告海報。
2022年2月22日，18張以電影中人物為特色的海報於網上發布。第二輯預告片宣布將於2022年2月24日星期四由演員祖迪·羅通過電影的社交媒體發布，但後來被推遲了。該電影預告片最終於2月28日跟電影的官方海報一起發布。官方精裝劇本將於2022年7月19日發行，即電影上映的三個月後。此外，華納兄弟在電視廣告和促銷商品上花費了超過$2,100萬美元，這部電影在播出頻道包括NBC、ABC、TBS、CBS及SyFy在內的眾多活動和體育活動中獲得了超過9.58億次的播放量，當中包括《NCAA一級男子籃球錦標賽》、《2022年冬季奧林匹克運動會》、《NBA賽事》和其他體育賽事，以及電視連續劇《早安美國》和《生還者》。這部電影是眾多商品之一，當中包括華納兄弟消費品公司在內的MinaLina限量版藝術版畫—名為《哈利波特：展覽》、洞察版的《怪獸與鄧不利多的秘密：電影魔法，魔法世界的玻璃獸模型》（包含1張卡片）、熱門話題的休閒服和T恤、LeSportsac的手袋和配飾、Build-A-Bear工作室的人物角色毛絨絨玩具，當中包括玻璃獸和木精等等，以及Funko根據電影改編的可動人偶模型。根據《RelishMix》所稱，這部電影在社交媒體上的瀏覽量達到了2.147億次，其中Facebook上的瀏覽量為34%，TikTok上的瀏覽量為320萬次，而Twitter上的瀏覽量為310萬次。華納的國際YouTube頻道於印尼、巴西、愛爾蘭、英國、西班牙和更多國家/地區錄得了1.251億次瀏覽量，並且成為了18:1的強大病毒式轉發率。

## 發行
《怪獸與鄧不利多的秘密》最初原訂於2021年11月12日在美國上映，但隨著尊尼·特普的退出、米基辛需要重演，和2019冠狀病毒病大流行，以致華納兄弟把電影的發行日期延至2022年7月15日在美國上映。2021年9月，電影提前三個月上映至2022年4月15日。這部電影後來宣布將於上映一周前，在2022年4月8日在英國和愛爾蘭上映。
《怪獸與鄧不利多的秘密》於2022年3月29日在倫敦皇家節日音樂廳（Royal Festival Hall）舉行了全球首映。電影於2022年4月7日在波蘭和澳洲發布，4月8日在英國，4月15日在美國及阿根廷，並在4月16日在菲律賓。電影於2022年4月14日廣泛於國際上發布，並將於2022年4月28日在阿聯酋、埃及、沙特阿拉伯、卡塔爾、巴林、科威特和黎巴嫩上映。這部電影預定在影院首映45天後可於HBO Max上串流播放。這部電影還以2D、IMAX、杜比影院、4DX及ScreenX上發布。
電影在中國發行的版本刪除了6秒鐘內容，當中涉及兩句同性戀對白，一句是鄧不利多對葛林戴華德說「因為我愛過你」，另一句是鄧不利多對紐特說「那年夏天，蓋勒（葛林戴華德）和我（鄧不利多）墜入了愛河）」。在一份聲明中，華納兄弟稱「接受、尊重當地要求」，表示六秒鐘的刪減不影響電影的精髓，希望中國觀眾能親身去電影院觀賞。

## 迴響

### 票房
截至2022年5月23日，《怪獸與鄧不利多的秘密》在美國和加拿大的票房收入為8,600萬美元，在其他地區為2.77億美元，全球總票房收入為4.01億美元。
在美國和加拿大，《怪獸與鄧不利多的秘密》於首映週末將在4,200家影院上映，預計首周票房約為4,000萬美元。第一天票房為2,000萬美元，而當中包括週四晚上的600萬美元。首周票房4,220萬美元，票房當週第一名卻為全系列最低首映票房。。第二周末的票房暴跌，只剩1,400萬美元，這是繼《哈利波特－死神的聖物2》後，第二個最差的次周末跌幅，可見2011年第二個周末下跌了72%。第三周北美票房繼續下探到830萬美元，第四周再砍半，只剩下395萬美元。
在美國和加拿大以外，《怪獸與鄧不利多的秘密》在首映周末從22個國際市場也只獲得5,690萬美元的收入。在德國，這部電影的$920萬美元首映票房。這部電影在第二個周末賺得$7,170萬美元，這包括在法國和墨西哥開畫的$710萬美元。電影於第三個國際開畫周末增加了$3,830萬美元的收入。截至2022年4月24日，這部電影的最大市場是德國（$2,330萬美元）、 日本（$2,230萬美元）、英國（$2,170萬美元）、中國（$1,750萬美元）和法國（$1,360萬美元）。由於北美票房與評價過差，扣除成本與宣傳費用，以及各國代理商抽成後確定嚴重虧損，成為全系列第一部票房毒藥。
| 上一届： 《歡樂好聲音2》    | 2022年日本週末票房冠軍 第15週        | 下一届： 《名偵探柯南：萬聖節的新娘》 |
| 上一届： 《音速小子2》      | 2022年美國週末票房冠軍 第15週        | 下一届： 《壞蛋聯盟》                 |
| 上一届： 《失落謎城》       | 2022年台北週末票房冠軍 第16-17週     | 下一届： 《媽的多重宇宙》             |
| 上一届： 《月球隕落》       | 2022年中国内地一周票房冠军 第14-15週 | 下一届： 《边缘行者》                 |
| 上一届： 不適用             | 2022年香港一週票房冠軍 第16週        | 下一届： 《蝙蝠俠》                   |
| 上一届： 《蜘蛛人：無家日》 | 2022年香港週末票房冠軍 第17週        | 下一届： 《蝙蝠俠》                   |

### 評價
在匯總媒體爛番茄中，電影根據237則評論，獲得46%的新鮮度，平均得分為5.4/10。該網站的評論家一致認為：「《怪獸與鄧不利多的秘密》避免了一些困擾其前作的陷阱，但缺乏了許多前作電影把觀眾帶進巫師世界的魔力。」Metacritic根據49位影論人給了這部電影的加權平均分為47/100，表示「混合或平均評論」。
根據CinemaScore的調查，觀眾從A+至F的評級中給予這部電影為「B+」，跟《怪獸與葛林戴華德之罪》並列整個跨媒體製作的最低評級；而《PostTrak》的那些人給予81%的好評，平均得分為4.2／5，他們當中的63%表示肯定會推薦此電影。一些評論當中有一個特別重點就是讚揚麥斯·米基辛作為葛林戴華德的表現優於尊尼·特普。

## 未來
《怪獸系列電影》系列雖最初被推測為三部曲，但在2016年10月，羅琳宣布該系列將由五部電影組成，後來證實該系列的故事將由1926年至1945年間發生的一系列事件組成。
2022年2月，製片人大衛·海曼透露，《怪獸4》的劇本工作尚未開始。2022年4月，《綜藝》報導稱華納兄弟為最後兩集作品開綠燈將取決於《鄧不利多的秘密》的關鍵和商業表現。
2022年11月，Variety報導說華納兄弟沒有正在開發的魔法世界電影，也沒有與羅琳就特許經營權的未來進行“積極討論”，該系列以第三部電影結束。

## 外部連結
- 官方网站
- 互联网电影数据库（IMDb）上《怪獸與鄧不利多的秘密》的资料（英文）
- Box Office Mojo上《怪獸與鄧不利多的秘密》的資料（英文）
- Metacritic上《怪獸與鄧不利多的秘密》的資料（英文）
- 爛番茄上《怪獸與鄧不利多的秘密》的資料（英文）
- AllMovie上《怪獸與鄧不利多的秘密》的资料（英文）
- 開眼電影網上《怪獸與鄧不利多的秘密》的資料（繁體中文）
- 时光网上《怪獸與鄧不利多的秘密》的資料（简体中文）
- 豆瓣电影上《怪獸與鄧不利多的秘密》的資料 （简体中文）